# Aspidoras fuscoguttatus
Aspidoras fuscoguttatus är en fiskart som beskrevs av Han Nijssen och Isbrücker, 1976. Aspidoras fuscoguttatus ingår i släktet Aspidoras och familjen Callichthyidae. Inga underarter finns listade.